# Julien Loubet
Julien Loubet (* 11. Januar 1985 in Toulouse) ist ein ehemaliger französischer Radrennfahrer.

## Karriere
Nachdem Loubet im Jahr 2004 Französischer Straßenmeister der U23 wurde, schloss er sich 2005 dem französischen Radsportteam Ag2r Prévoyance an, bei dem er bis 2011 blieb. Er nahm in dieser Zeit je zweimal am Giro d’Italia und der Vuelta a España teil, konnte aber nur die Vuelta a España 2008 als 70. beenden. Im Jahr 2010 gewann er La Tropicale Amissa Bongo.
In den Jahren 2009 bis 2014 fuhr Loubet für französische Vereinsmannschaften. Nachdem er 2014 die Gesamtwertung und zwei Etappen der Tour du Maroc und eine Etappe der Tour de Gironde gewonnen hatte, erhielt er 2015 einen Vertrag beim UCI Continental Team Marseille 13 KTM und gewann für diese Mannschaft die Bergwertung des Etoile de Bessèges. 2017 gewann er die Tour du Finistère sowie eine Etappe der Route du Sud.
Im April 2018 verkündete Julien Loubet aus familiären Gründen seinen Rücktritt vom Leistungsradsport.

## Erfolge
2004
- Französischer Meister – Straßenrennen (U23)

2010
- eine Etappe La Tropicale Amissa Bongo

2014
- Gesamtwertung und zwei Etappen Tour du Maroc
- eine Etappe Tour de Gironde

2015
- Bergwertung Étoile de Bessèges
- Paris–Camembert
- Mannschaftszeitfahren Circuit des Ardennes

2017
- Tour du Finistère
- eine Etappe Route du Sud

## Grand-Tour-Platzierungen
| Grand Tour            | 2007 | 2008 | 2009 |
| --------------------- | ---- | ---- | ---- |
| Giro d’ItaliaGiro     | DNF  | –    | DNF  |
| Tour de FranceTour    | –    | –    | –    |
| Vuelta a EspañaVuelta | –    | 70   | DNF  |

## Teams
- 2005–2011 AG2R La Mondiale
- 2015 Marseille 13 KTM
- 2016 Fortuneo-Vital Concept
- 2017 Armée de terre
- 2018 Euskadi Basque Country-Murias